# Efecto Mpemba

Efecto Mpemba

El efecto Mpemba es el nombre dado a un fenómeno en el proceso de congelación del agua que se produce cuando el agua caliente se congela antes que el agua fría bajo ciertas circunstancias.

## Historia
Aunque este hecho había sido observado ya por Aristóteles, Descartes y Bacon, fue Erasto B. Mpemba quien llamó la atención sobre el fenómeno en el año  de 1970. Mpemba lo observó por primera vez en el aula Eugene Marschall de la Escuela Secundaria Mkwawa, en Iringa, Tanzania, en 1963, después de notar durante las clases de cocina que la mezcla caliente para los helados se congelaba antes.
Más adelante comenzó a realizar experimentos para comprobarlo junto a Denis G. Osborne en 1969.

## Explicación
A pesar de que, a simple vista, este fenómeno parece atentar contra el sentido común, este efecto se produce solamente en determinadas circunstancias. Por ejemplo, si se mete en el congelador agua a 35 °C y agua a 5 °C, el agua a 35 °C se congela después que el agua a 5 °C; ya que se necesitan diferencias de temperaturas y temperaturas altas para apreciar el efecto, como por ejemplo 35 °C y 80 °C o 70 °C y 90 °C, en cuyo caso el agua más caliente se congelará más rápido.
Para entender el porqué, hay que conocer las causas principales:
- En el recipiente caliente el líquido circula mejor, con lo cual el agua caliente de la zona central se mueve con más rapidez hacia las paredes del recipiente o hacia la superficie, produciéndose su enfriamiento.[7]
- A mayor temperatura, el agua se evapora más rápido.
- Cuanto más caliente está un líquido, menos gases disueltos le quedan (los gases dificultan la congelación).[8]

Teniendo como ejemplo un vaso de agua a 80 °C dentro de un congelador, y que este tarda 10 min en congelarse y, por otro lado, otro vaso de agua a 95 °C, se puede suponer que el segundo se congelará en un tiempo igual a lo que tarde en disminuir su temperatura a 80 °C, más los 10 min de congelación.
La explicación radica en el cambio de las condiciones del agua al pasar de 95 °C a 80 °C. En principio, podría suponerse que el agua más caliente debe tardar más en congelarse, puesto que primero debe transcurrir un cierto tiempo hasta alcanzar la misma temperatura inicial que la otra, momento en el que comenzaría el proceso de congelación de 10 minutos. En la práctica, esto no es así, ya que la disminución de 15 °C del agua más caliente produce, entre otras cosas, un cambio en la masa (el agua más caliente pierde más masa por evaporación) y una reducción del gas disuelto (lo que aumenta la pureza del agua), factores que afectan su velocidad de congelación.
Si se pone un plástico encima de los vasos para evitar la evaporación, se sigue congelando antes el vaso más caliente, pero ahora con menos diferencia. Esto es debido a la mayor convección interna (y durante más tiempo) del vaso más caliente, lo que favorece la transferencia de calor al congelador. 
Lo fundamental del efecto Mpemba es que no se aplica a dos temperaturas cualesquiera. Estudios recientes realizados por el doctor L. Vinu, constatan que con una diferencia de temperatura superior a 30 °C el fenómeno es más probable.

## Concurso
La Royal Society of Chemistry (RSC) del Reino Unido convocó un concurso, premiando con 1000 libras a quien fuese capaz de presentar la explicación más original y científicamente válida de este fenómeno. Se recibieron unas 22 000 propuestas, de las cuales 11 fueron seleccionadas para la votación final que se celebró el 10 de enero de 2013, resultando ganador Nikola Bregovic del Laboratorio de Química Física perteneciente al Departamento de Química de la Universidad de Zagreb, en Croacia.